# Innocenzo Cappa
Innocenzo Cappa (Torino, 5 agosto 1875 – Milano, 16 luglio 1954) è stato un avvocato e politico italiano.

## Biografia
Laureato in Giurisprudenza all'Università degli Studi di Pavia, in gioventù affiancò alla professione di avvocato l'impegno giornalistico, divenendo direttore dei fogli Il Crepuscolo e, dal 1900 al 1904, L'Italia del Popolo.
Aderì al Partito Repubblicano e con esso si candidò alle elezioni politiche del 1909, risultato il primo dei non eletti. Nel 1911 rischiò di essere espulso dal partito per via della sua adesione alla guerra italo-turca, a cui il PRI era contrario.
Nel marzo del 1913 approdò alla Camera dei deputati a seguito della morte del parlamentare Carlo Romussi.
Quando scoppiò la Grande Guerra fu un acceso interventista. Non appena scoppiato il conflitto, fu chiamato alle armi come ufficiale dell'esercito; in seguito, il ministero della Guerra gli diede l'incarico di far opera di propaganda presso i soldati al fronte. Tra il giugno e il luglio del 1917 venne mandato, insieme ad altri delegati dei paesi dell'Intesa, in Russia per sondare le intenzioni del neonato governo Kerenskij.
Alle elezioni del 1919 si ripresentò ma non venne rieletto. Dopo questa sconfitta, si schierò su posizioni sempre più filofasciste, tanto da poter tornare alla Camera grazie ai voti fascisti nel 1921 e nel 1924. Il 21 gennaio 1929 venne nominato senatore del Regno e nel 1933 prese ufficialmente la tessera del PNF.
Redattore del Secolo-Sera, durante il Ventennio ricoprì, in qualità di giornalista, diversi incarichi: presidente dell'Associazione lombarda dei giornalisti, vice presidente della Federazione italiana della stampa, presidente del Collegio dei probiviri, membro della Corte d'onore del Sindacato interprovinciale fascista dei giornalisti lombardi, membro della Commissione dell'educazione nazionale e della cultura popolare.
Nel 1929 Antonio Gramsci scrisse di Cappa che egli « sta al mondo della cultura come il tarlo sta all'arte dell'abbigliamento [...] una figura intellettualmente nulla e moralmente discutibile », ricordando che, poiché Felice Cavallotti era stato chiamato "il bardo della democrazia", Cappa fu definito "il bardotto della democrazia".
Il 7 agosto 1944 venne deferito presso l'Alta Corte di Giustizia per le Sanzioni contro il Fascismo, che però lo condannò soltanto alla decadenza dal titolo di senatore il 30 agosto 1945. Dopo la fine della Seconda guerra mondiale patì vari problemi di salute che lo costrinsero a ritirarsi a vita privata.